# Geir Otto Pedersen

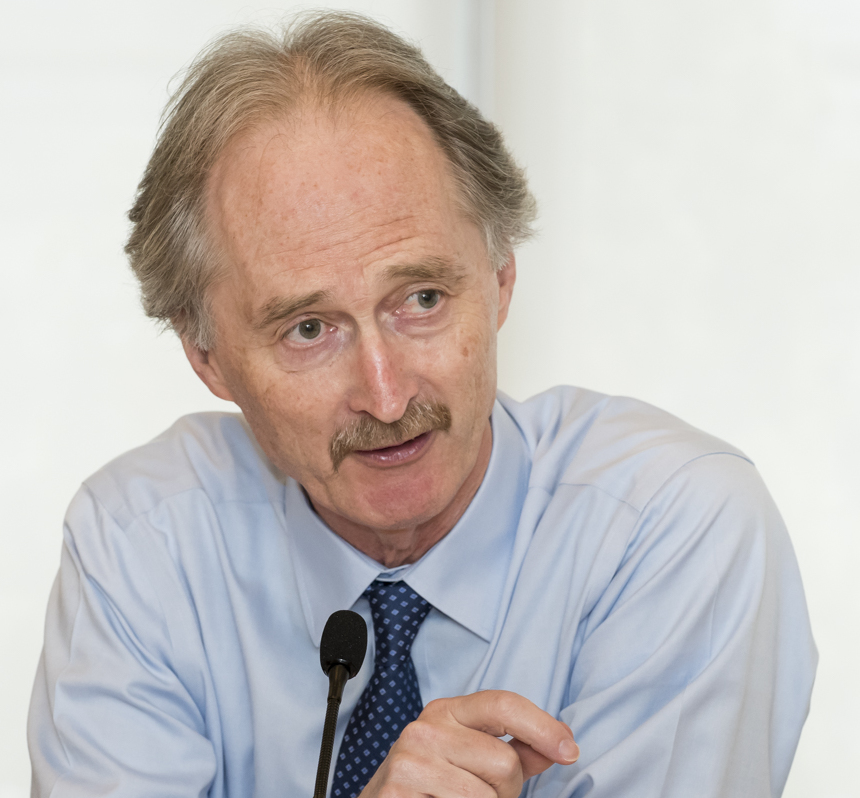
Geir Otto Pedersen (2017)

Geir Otto Pedersen (* 28. September 1955 in Oslo) ist ein norwegischer Diplomat, der unter anderem zwischen 2012 und 2017 Ständiger Vertreter bei den Vereinten Nationen sowie von 2017 bis 2018 Botschafter in der Volksrepublik China war. Seit 2018 ist er UN-Sondergesandter für Syrien.

## Leben
Geir Otto Pedersen absolvierte nach dem Schulbesuch ein Studium der Geschichtswissenschaft, das er als Candidatus philologiæ beendete. 1985 trat er in den diplomatischen Dienst des Außenministeriums (Utenriksdepartementet) und fand unter anderem Verwendungen an den Botschaften in Deutschland und der Volksrepublik China. Er war 1993 Mitglied des norwegischen Teams bei den Oslo-Verhandlungen, die zur Unterzeichnung der Grundsatzerklärung und zur gegenseitigen Anerkennung zwischen der Palästinensischen Befreiungsorganisation (PLO) und Israel führten. Von 1993 bis 1995 war er Direktor des Norwegischen Instituts für Angewandte Sozialwissenschaften, das Studien zu den Lebensbedingungen in Asien, Afrika, dem Nahen Osten und Europa durchführte. Er bekleidete von 1995 bis 1998 verschiedene Positionen im Außenministerium und war unter anderem Stabschef des norwegischen Außenministers. Zwischen November 1998 und März 2003 diente er als Vertreter Norwegens bei der Palästinensischen Autonomiebehörde. 
2003 wechselte Pedersen ins UN-Sekretariat und war bis 2005 Direktor der Abteilung Asien und Pazifik in der Hauptabteilung Politische Angelegenheiten und Friedenskonsolidierung. In dieser Funktion arbeitete er auch am Friedensprozess im Nahen Osten und im Irak. Im April 2005 wurde er vom Generalsekretär der Vereinten Nationen Kofi Annan zu dessen persönlichem Beauftragten für den Südlibanon ernannt und bekleidete diese Funktion bis 2007, ehe er im Anschluss von Februar 2007 bis 2008 Sonderkoordinator für den Libanon war.
Nachdem Pedersen von 2008 bis 2012 Generaldirektor (ekspedisjonssjef) der Abteilung für Vereinte Nationen, Frieden und humanitäre Angelegenheiten des Außenministeriums war, wurde er Ständiger Vertreter bei den Vereinten Nationen und überreichte UN-Generalsekretär Ban Ki-moon am 5. September 2012 seine Akkreditierung. Er verblieb auf diesem Posten bis 2017 und war daraufhin von 2017 bis 2018 Botschafter in der Volksrepublik China. Am 31. Oktober 2018 gab der Generalsekretär der Vereinten Nationen, António Guterres, die Ernennung von Pedersen aus Norwegen zu seinem UN-Sondergesandten für Syrien bekannt und damit zum Nachfolger von Staffan de Mistura aus Italien.
Geir Otto Pedersen ist verheiratet und hat fünf Kinder.